# Jimmy Ma
Jimmy Ma (Nueva York, 11 de octubre de 1995) es un deportista estadounidense que compite en patinaje artístico, en la modalidad individual. Ganó una medalla de bronce en el Campeonato de los Cuatro Continentes de Patinaje Artístico sobre Hielo de 2025.

## Palmarés internacional
| Campeonato de los Cuatro Continentes | Campeonato de los Cuatro Continentes | Campeonato de los Cuatro Continentes | Campeonato de los Cuatro Continentes |
| Año                                  | Lugar                                | Medalla                              | Categoría                            |
| ------------------------------------ | ------------------------------------ | ------------------------------------ | ------------------------------------ |
| 2025                                 | Seúl (Corea del Sur)                 | Medalla de bronce                    | Individual                           |